# Międzynarodowa Federacja Związków Zawodowych
Międzynarodowa Federacja Związków Zawodowych (zwana też „Międzynarodówką Amsterdamską”) – międzynarodowa organizacja związków zawodowych działająca od 1919 do 1945 r. Zbliżona do Socjalistycznej Międzynarodówki Robotniczej.

## Historia
Inicjowanie organizacji międzynarodowej związków zawodowych rozpoczęło się w 1901. We wrześniu 1913 r. Międzynarodowa Konferencja Związkowa przyjęła uchwałę o powołaniu do życia międzynarodówki. Ostatecznie Międzynarodowa Federacja została zawiązana w lipcu 1919 przez 16 organizacji związkowe czternastu krajów europejskich (Wielka Brytania, Austria, Belgia, Czechosłowacja, Dania, Francja, Hiszpania, Holandia, Luksemburg, Niemcy, Norwegia, Szwajcaria, Szwecja), oraz Amerykańską Federację Pracy (AFL). reprezentujących łącznie 18.517.899 związkowców. Od początku zwalczana była przez ruch komunistyczny, który usiłował założyć własną międzynarodową centralę związkową – Międzynarodową Radę Związków Zawodowych, a następnie od lipca 1921 Profintern (Czerwoną Międzynarodówkę Związków Zawodowych).
Od 1920 Polskę w MFZZ reprezentował Związek Stowarzyszeń Zawodowych. Od 1921 poza europejskimi organizacjami, do MFZZ należeli przedstawiciele Związku Południowej Afryki, Kanady, Argentyny, Peru. Wystąpiła natomiast Amerykańska Federacja Pracy (AFL).
W 1938 do Federacji należało 27 krajowych central związkowych (w tym centrale z Związku Południowej Afryki, Kanady, Argentyny, Palestyny, Indii Brytyjskich, Meksyku, Nowej Zelandii, Holenderskich Indii Wschodnich, USA.
Główne działania Federacji skupione były na walce o 8-godzinny dzień pracy, ustawodawstwo robotnicze, przeciwdziałaniu wojnie i militaryzmowi.
Po wybuchu wojny Zarząd MFZZ przeniósł się do Londynu, gdzie kontynuował działalność ruchu związkowego na świecie Ponadto na terenie Wielkiej Brytanii funkcjonowało siedem grup związkowców krajów okupowanych (Belgia, Francja, Austria, Niemcy, Polska, Czechosłowacja, Hiszpania, oraz Grecki Związek Marynarzy.
W lutym 1945 zorganizowano w Londynie Światową Konferencję Związkową z udziałem 48 central związkowych (m.in. po raz pierwszy z udziałem związków zawodowych z ZSRR. Konferencja powołała grupę założycielską nowej międzynarodowej organizacji związków zawodowych: Komitet Światowej Konferencji z siedzibą w Paryżu. W skład komitetu nie wszedł żaden przedstawiciel polskich związków zawodowych, pomimo że reprezentowane były związki z Bułgarii, Czechosłowacji, Włoch.
Na II Światowej Konferencji Związkowej w Paryżu w dniach 25 września – 3 października 1945 powołano Światową Federację Związków Zawodowych, zaś 14 grudnia 1945 ogłoszono komunikat o rozwiązaniu Międzynarodowej Federacji związków Zawodowych.

## Liczebność
- 1919 – 23 170 006
- 1920 – 22 701 103
- 1924 – 16 528 072
- 1926 – 13 445 533
- 1930 – 13 800 566
- 1934 – 7 607 919
- 1939 – 17 681 476
- 1941 – 12 718 150 (na terenach nieokupowanych).

## Władze Federacji
Najwyższą władzą MFZZ był kongres, zwoływany co dwa lata.Do 1939 odbyło się dziewięć kongresów:
- 28 lipca – 2 sierpnia 1919 I Kongres w Amsterdamie;
- 22 - 27 listopada 1920 – Nadzwyczajny Kongres w Londynie;
- 20 – 26 kwietnia 1922 – II Kongres w Rzymie;
- 2 – 6 czerwca 1924 – III Kongres w Wiedniu;
- 1 – 6 sierpnia 1927 – IV Kongres w Paryżu;
- 7 – lipca 1930 – V Kongres w Sztokholmie;
- 30 lipca – 3 sierpnia 1933 – VI Kongres w Brukseli;
- 8 – 11 lipca 1936 – VI Kongres w Londynie;
- 5 – 8 lipca 1939 – VIII Kongres w Paryżu.

Pomiędzy Kongresami Federacją zarządzało Biuro MFZZ, składające się z przewodniczącego, dwóch zastępców,skarbnika i sekretarza redaktora, zaś od 1922 dodatkowo zastępca sekretarza. Od 1924 funkcjonowało 3 zastępców i 3 sekretarzy. Biuro spotykało się raz w miesiącu. Od 1924 Biuro otrzymało nazwę zarządu.
Władzę natomiast sprawował Zarząd MFZZ (od 1924 pod nazwą Rada Generalna) składający się z: członków Biura oraz przewodniczących dziesięciu grup narodowych. Zarząd spotykał się dwa razy w roku. Zarówno Biuro jak i Zarząd wybierane były przez Kongres. Funkcje przewodniczącego Biura (Zarządu) MFZZ pełnili:
- W.A.Appleton (Wielka Brytania) od 1919 do 1920;
- J.H.Thomas (Wielka Brytania) od 1920 do 1924;
- A.A.Purcell (Wielka Brytania) od 1924 do 1927;
- George Hicks (Wielka Brytania) od 1927 do 1930;
- Walter Citrine (Wielka Brytania) od 1930 do 1945;

## Polacy w pracach Federacji
Na Nadzwyczajnym Kongresie MFZZ w 1920 Komisję Centralną Związków Zawodowych reprezentowali: Aleksander Dębski, Zygmunt Żuławski i J.Adamek. Na II Kongresie w 1922 r.: Adam Kuryłowicz, Antoni Szczerkowski, Jan Stańczyk i Zygmunt Żuławski. Zygmunt Żuławski został wybrany zastępcą członka Zarządu MFZZ. Na III Kongresie w 1924 r. delegację polską stanowili:Wiktor Alter, Jan Kwapiński, Antoni Szczerkowski, Wilhelm Topinek, Antoni Zdanowski i Zygmunt Żuławski. Zygmunt Żuławski został wybrany członkiem Rady Generalnej MFZZ.
Na IV Kongresie w 1927 polskie związki zawodowe reprezentowała delegacja w składzie: W.Baranowski, Jan Bielnik, Antoni Burkot, S.Skowron, Jan Stańczyk, Antoni Szczerkowski, P.Szweber, A.Teller, Wilhelm Topinek, Zygmunt Żuławski. Na V Kongresie w 1930. delegacja przybyła w składzie: Wiktor Alter, Stanisław Grylowski, Antoni Szczerkowski, Wilhelm Topinek, Antoni Zdanowski, Zygmunt Żuławski. Na VI Kongresie 1933 Polskę reprezentowali: Wiktor Alter, Zygmunt Żuławski. W 1937 w VII Kongresie udział wzięli: Zygmunt Bocian, Stanisław Grylowski, Adam Kuryłowicz, Wiktor Alter, Jan Stańczyk, Antoni Szczerkowski,Antoni Zdanowski. Polska w dniach 30 czerwca – 3 lipca 1937 była gospodarzem sesji Rady Generalnej MFZZ w Warszawie.
Na VIII Kongresie w 1939 r. delegację polską stanowili: Wiktor Alter, R. Batit, Stanisław Duda, Stanisław Grylowski, S. Świerkosz, Antoni Zdanowski.